# Hippacris crassa
Hippacris crassa är en insektsart som beskrevs av Scudder, S.H. 1875. Hippacris crassa ingår i släktet Hippacris och familjen gräshoppor. Inga underarter finns listade i Catalogue of Life.